# بارق (ملحان)

تعديل مصدري - تعديل

بارق هي إحدى قرى عزلة بني علي بمديرية ملحان التابعة لمحافظة المحويت، بلغ تعداد سكانها 357 نسمة حسب تعداد اليمن لعام 2004.